# Biserica de lemn din Petid

Biserica de lemn din Petid, judeţul Bihor

## Istoric
În secolul al XVI-lea la Petid exista o biserică de lemn deoarece în anul 1724 se spune într-un document că „biserica de lemn este foarte veche”. În 1769 s-a construit biserica de lemn cu turn, ce a dăinuit până în anul 1973, biserică ce aparținea și satului Lăcăția, sat care, probabil o dată cu mutarea bisericii mai târziu, a dispărut. Pe o hartă din 1780 se menționează la Lăcăția „locul unde odinioară a fost biserica”.